# Temnothorax corticalis
Temnothorax corticalis is een mierensoort uit de onderfamilie van de Myrmicinae. De wetenschappelijke naam van de soort is voor het eerst geldig gepubliceerd in 1852 door Schenck.